# Enguinegatte
Enguinegatte és un municipi francès situat al departament del Pas de Calais i a la regió dels Alts de França. L'any 2007 tenia 381 habitants.

## Demografia

### Població
El 2007 la població de fet d'Enguinegatte era de 381 persones. Hi havia 150 famílies de les quals 28 eren unipersonals (12 homes vivint sols i 16 dones vivint soles), 53 parelles sense fills, 57 parelles amb fills i 12 famílies monoparentals amb fills.
La població ha evolucionat segons el següent gràfic:
Habitants censats

### Habitatges
El 2007 hi havia 159 habitatges, 150 eren l'habitatge principal de la família, 1 era una segona residència i 8 estaven desocupats. Tots els 159 habitatges eren cases. Dels 150 habitatges principals, 131 estaven ocupats pels seus propietaris, 16 estaven llogats i ocupats pels llogaters i 2 estaven cedits a títol gratuït; 2 tenien dues cambres, 17 en tenien tres, 43 en tenien quatre i 88 en tenien cinc o més. 127 habitatges disposaven pel capbaix d'una plaça de pàrquing. A 55 habitatges hi havia un automòbil i a 75 n'hi havia dos o més.

### Piràmide de població
La piràmide de població per edats i sexe el 2009 era:
| Homes | Edats   | Dones |
| ----- | ------- | ----- |
| 0     | 95 o +  | 4     |
| 0     | 90 a 94 | 0     |
| 8     | 85 a 89 | 0     |
| 4     | 80 a 84 | 8     |
| 8     | 75 a 79 | 12    |
| 4     | 70 a 74 | 8     |
| 12    | 65 a 69 | 8     |
| 12    | 60 a 64 | 4     |
| 12    | 55 a 59 | 8     |
| 12    | 50 a 54 | 20    |
| 16    | 45 a 49 | 24    |
| 16    | 40 a 44 | 8     |
| 24    | 35 a 39 | 16    |
| 4     | 30 a 34 | 8     |
| 12    | 25 a 29 | 4     |
| 8     | 20 a 24 | 8     |
| 8     | 15 a 19 | 20    |
| 8     | 10 a 14 | 16    |
| 8     | 5 a 9   | 16    |
| 8     | 0 a 4   | 12    |

## Economia
El 2007 la població en edat de treballar era de 247 persones, 172 eren actives i 75 eren inactives. De les 172 persones actives 159 estaven ocupades (93 homes i 66 dones) i 13 estaven aturades (4 homes i 9 dones). De les 75 persones inactives 23 estaven jubilades, 18 estaven estudiant i 34 estaven classificades com a «altres inactius».

### Ingressos
El 2009 a Enguinegatte hi havia 169 unitats fiscals que integraven 454 persones, la mediana anual d'ingressos fiscals per persona era de 14.531 €.

### Activitats econòmiques
Dels 3 establiments que hi havia el 2007, 1 era d'una empresa de fabricació d'altres productes industrials, 1 d'una empresa de construcció i 1 d'una empresa de serveis.
L'únic servei als particulars que hi havia el 2009 era un paleta.
L'any 2000 a Enguinegatte hi havia 18 explotacions agrícoles.

## Equipaments sanitaris i escolars
El 2009 hi havia una escola elemental integrada dins d'un grup escolar amb les comunes properes formant una escola dispersa.

## Poblacions més properes
El següent diagrama mostra les poblacions més properes.